# Gentiana cruciata
La genziana crociata (Gentiana cruciata L., 1753) è una pianta erbacea della famiglia delle Genzianacee.

## Descrizione
È una specie erbacea perenne, alta 20–50 cm, con un robusto rizoma fibroso e fusti semplici, eretti o ascendenti.
Le foglie, opposte, guainanti o semiamplessicauli, lunghe 3–8 cm, hanno la lamina lanceolata, ottusa o arrotondata all'apice, con 3 nervature parallele evidenti. Le foglie cauline sono simili, ma progressivamente più piccole.
I fiori, sessili, sono riuniti in fascetti all'apice dei fusti e all'ascella delle foglie superiori. Il calice, tubuloso-campanulato, ha 4 denti triangolari. La corolla, di colore azzurro-violaceo, è formata da un tubo campanulato allargato in alto e diviso in 4 lobi ovato-triangolari. Epoca di fioritura: da giugno ad agosto.

## Distribuzione e habitat
La specie ha un ampio areale eurasiatico.
Cresce su prati, pascoli, cespuglieti, luoghi rocciosi, preferibilmente su substrato calcareo, da 200 a 1600 m di altitudine.